# Eliza Kącka
Eliza Maria Kącka (ur. 1982 w Lidzbarku Warmińskim) – polska pisarka, prozaiczka, literaturoznawczyni, doktor nauk humanistycznych, felietonistka, recenzentka i czytelniczka literatury najnowszej.

## Życiorys
Eliza Kącka jest absolwentką polonistyki i międzyuczelnianych studiów humanistycznych. Pracuje na stanowisku adiunkta na Wydziale Polonistyki Uniwersytetu Warszawskiego. Jest członkinią Zarządu Głównego Towarzystwa Literackiego im. Adama Mickiewicza oraz kapituły Nagrody Literackiej Gdynia (od 2019). W latach 2021–2022 była w jury Nagrody Literackiej m.st. Warszawy. Od stycznia 2023 roku jest stałą współpracowniczką „Tygodnika Powszechnego”. Redaktorka wyborów poezji m.in. Cypriana Kamila Norwida, Anny Świrszczyńskiej, Marii Konopnickiej czy Henryki Łazowertówny.

## Twórczość

### Książki akademickie
- Stanisław Brzozowski wobec Cypriana Norwida, Wydział Polonistyki Uniwersytetu Warszawskiego, Warszawa 2012 ISBN 978-83-621-0073-6.
- Lektura jako spotkanie. Brzozowski – tekst – metoda, Wydawnictwo Universitas, Kraków 2017 ISBN 978-83-242-3112-6.

### Proza
- Halo? pani Elizo?: archiwalia, Oficyna Sielecka, 2015
- Elizje, Wydawnictwo Lokator, Kraków 2017 ISBN 978-83-630-5638-4.
- Po drugiej stronie siebie, Wydawnictwo Lokator, Kraków 2019 ISBN 978-83-630-5654-4.

- Strefa zgniotu, Wydawnictwo Lokator, Kraków 2022 ISBN 978-83-630-5679-7.
- Wczoraj byłaś zła na zielono, Wydawnictwo Karakter, Kraków 2024 ISBN 978-83-68059-15-1.

### Eseje
- Idiomy. Eseje, Wydawnictwo Austeria, Kraków 2023 ISBN 978-83-786-6592-2.

### Redakcja
- Poeci i poetki przekraczają granice. Sto wierszy, Wydawnictwo FA-art, Katowice 2011 ISBN 978-83-60406-18-2 (razem z Tomaszem Gerszbergiem i Konradem C. Kęderem)[10].
- Cyprian Kamil Norwid, „Klucze od echa”. Osobność. Wiersze., Wydawnictwo Universitas, Kraków 2018 ISBN 978-83-242-3439-4.
- Włodzimierz Słobodnik, Sen, że jestem, Ośrodek „Brama Grodzka – Teatr NN”, Lublin 2018 ISBN 978-83-654-4426-4.
- Henryka Łazowertówna, Słowa rozdarte w powietrzu, Ośrodek „Brama Grodzka – Teatr NN”, Lublin 2021 ISBN 978-83-654-4465-3.
- Anna Świrszczyńska, „Roztopiona we wszystkim”. Nienasycenie. Wiersze., Wydawnictwo Universitas, Kraków 2021 ISBN 978-83-242-3895-8.
- Maria Konopnicka, „Wszystkim krzywdom ziemi”. Sprawiedliwość. Wiersze., Wydawnictwo Universitas, Kraków 2022 ISBN 978-83-242-3819-4.

## Nagrody i wyróżnienia
- Finalistka „Nagród Naukowych Tygodnika „Polityka” (2013)[11]
- Nagroda Główna w Konkursie im. Inki Brodzkiej[12], (2016).
- Stypendystka Ministerstwa Nauki i Szkolnictwa Wyższego[4]
- Literacka Nagroda Warmii i Mazur „Wawrzyn” (2025)[13]
- Literacka Nagroda Warmii i Mazur „Wawrzyn” – Nagroda Czytelników (2025)[14]

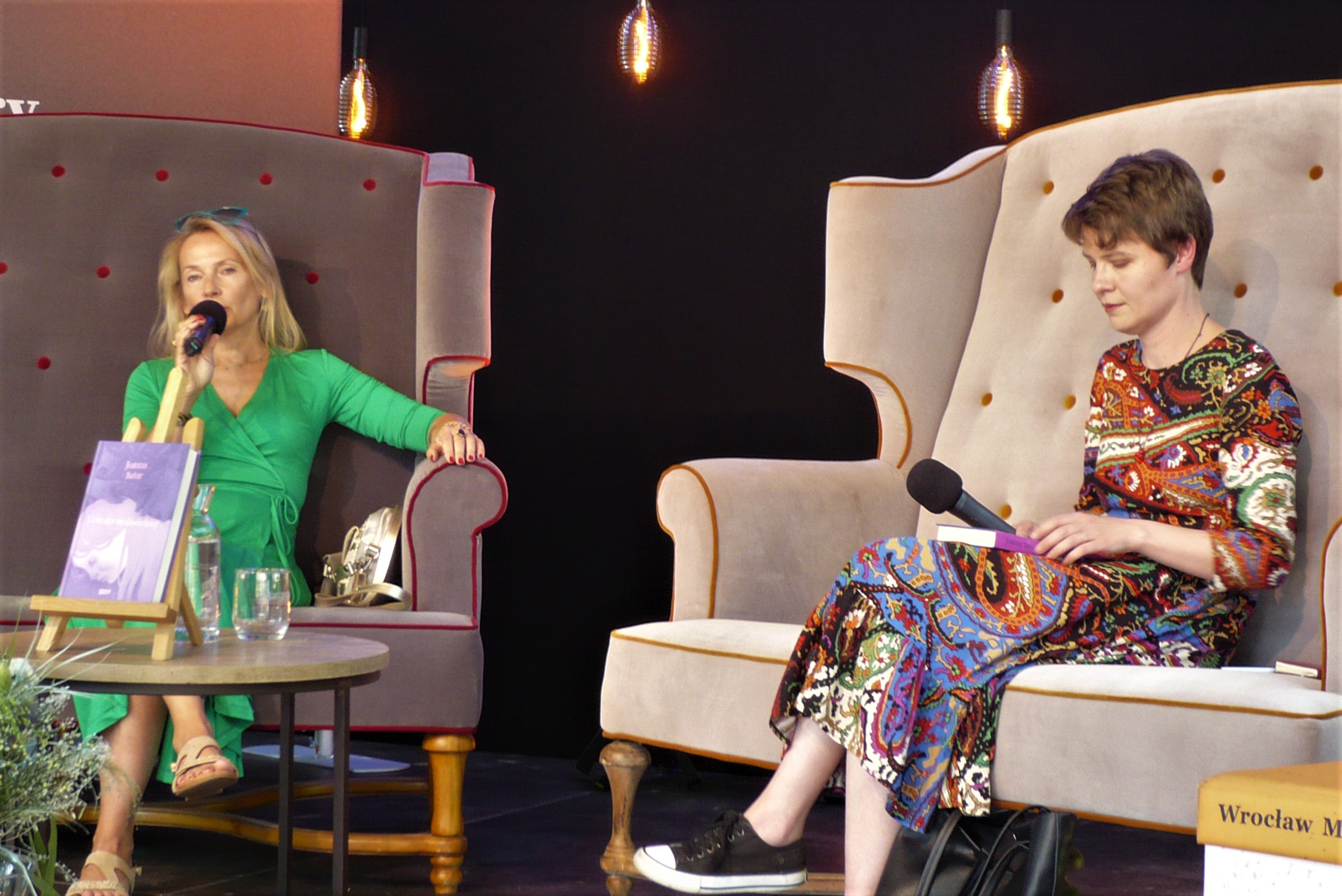
Joanna Bator i Eliza Kącka
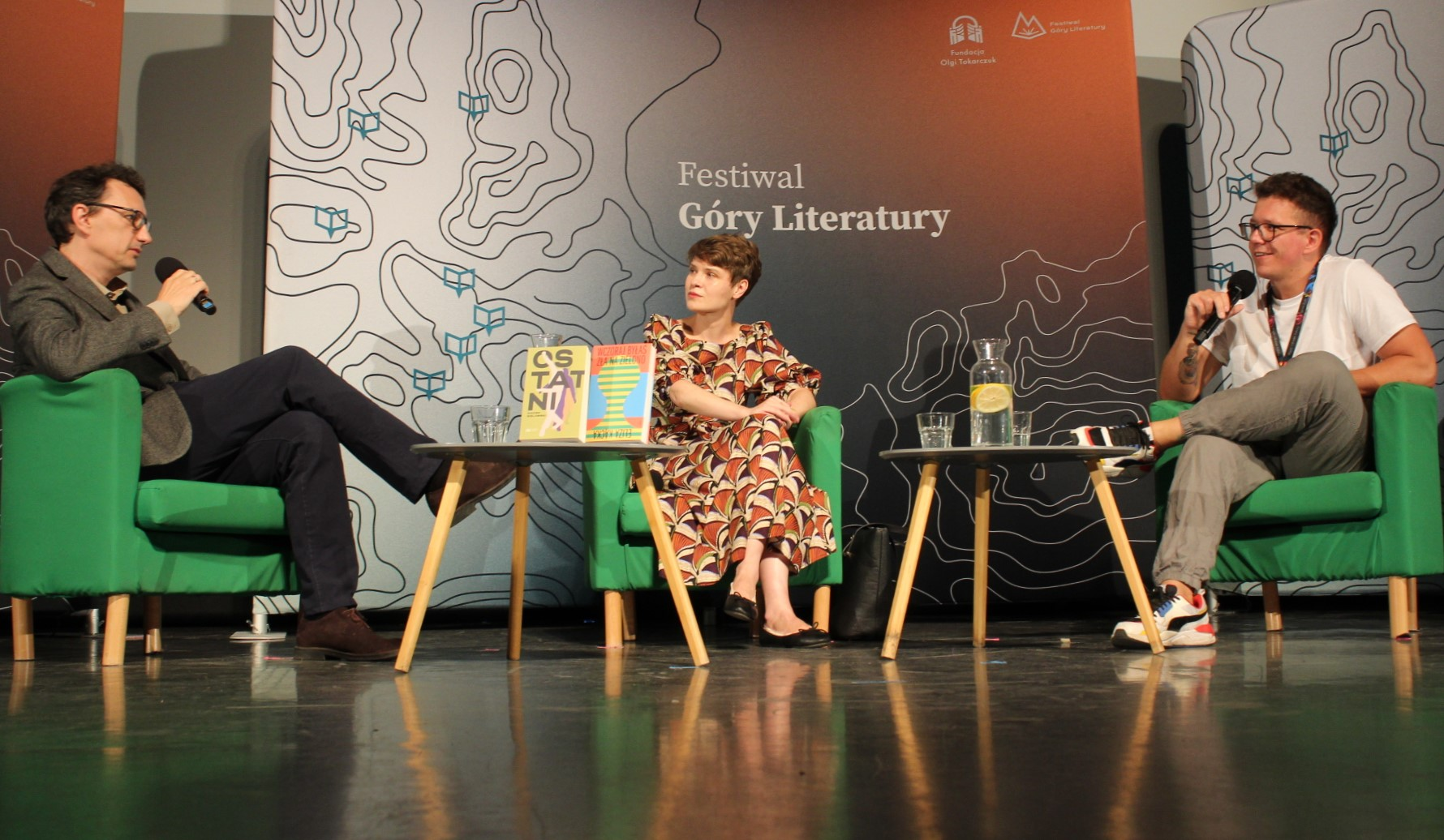
Maciej Bielawski, E. Kącka, W. Mazur
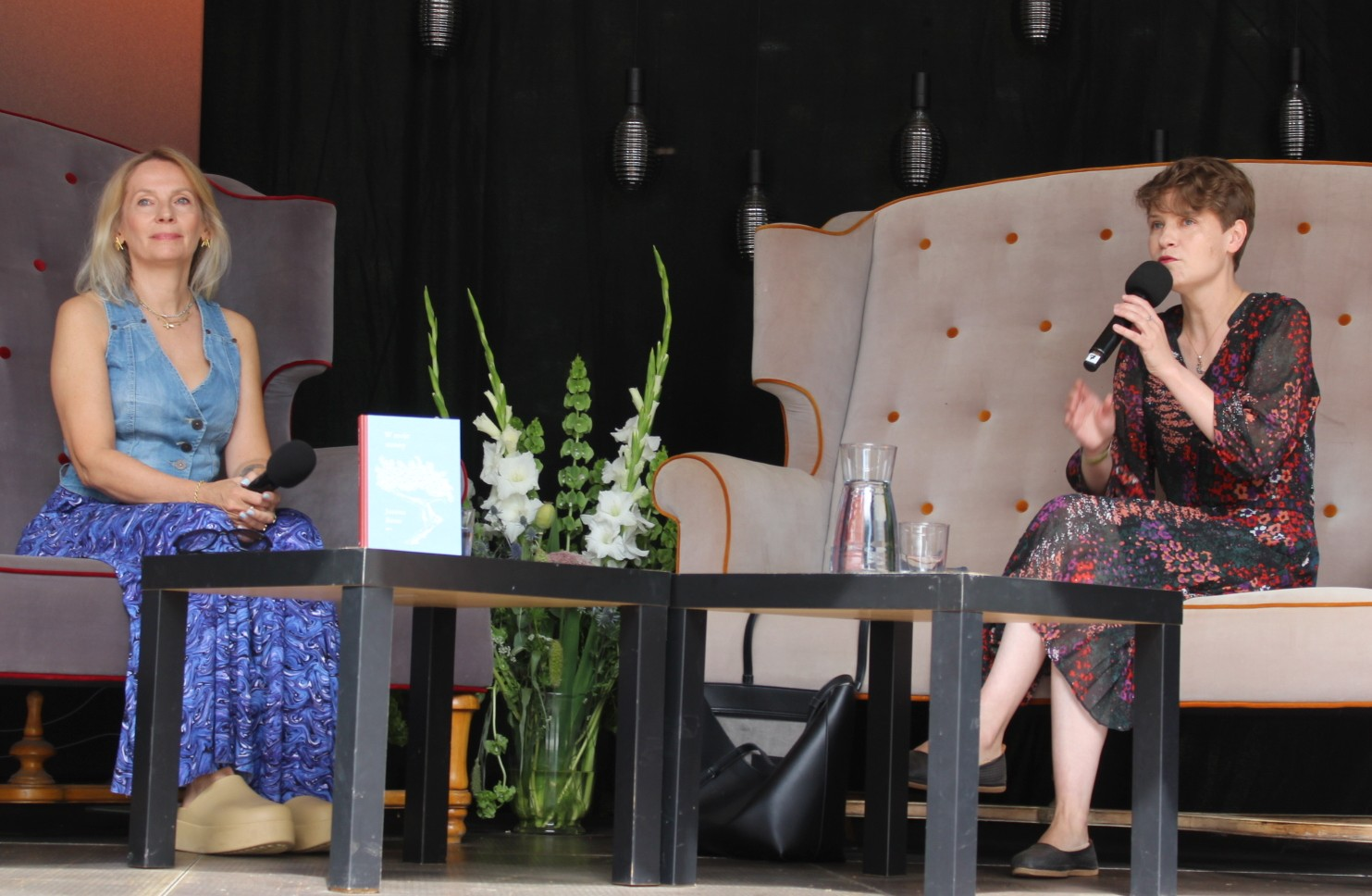
Joanna Bator, Eliza Kącka
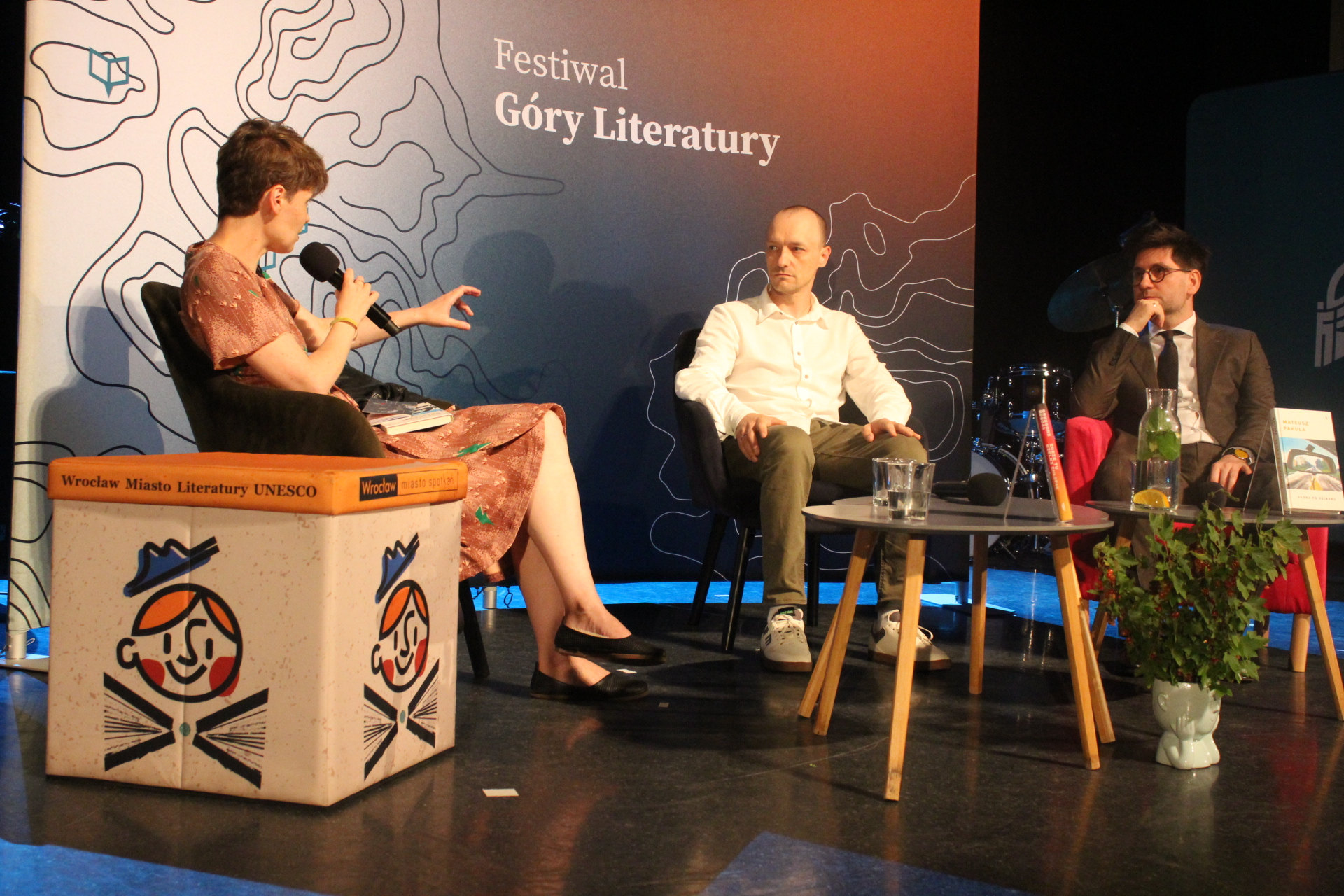
E. Kącka, G. Bogdał, M. Pakuła
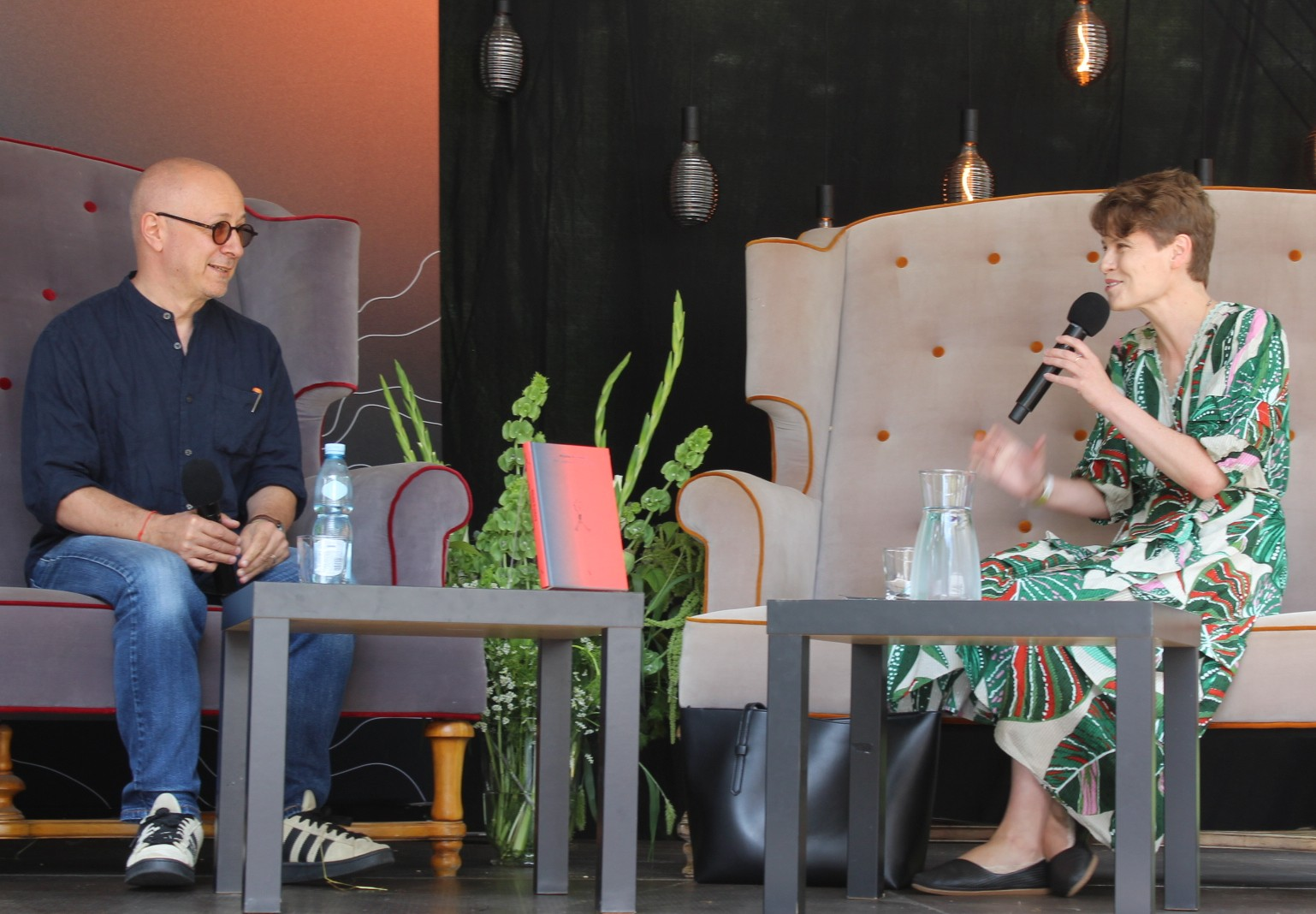
Mikołaj Grynberg i Eliza Kącka